# Tikamgarh
Tikamgarh és una ciutat i municipi de l'Índia, a Madhya Pradesh, capital del districte de Tikamgarh, situada a 24° 44′ 42″ N, 78° 49′ 42″ E / 24.74500°N,78.82833°E. Antigament es deia Tehri però el nom fou canviat oficialment el 1887. Des de 1783 fou la capital del principat rajput bundela d'Orchha. Consta al cens del 2001 amb una població de 68.572 habitants.